# شهرك مطارفه (مقاطعة دهلران)
شهرك مطارفه (بالفارسية: شهرک مطارفه) هي قرية تقع في قسم دشت عباس الريفي (مقاطعة دهلران) في إيران. يقدر عدد سكانها بـ 86 نسمة بحسب إحصاء 2016.